# Medea in Corinto
Medea in Corinto (Medea en Corinto)  es una ópera en dos actos con música de Simon Mayr y libreto de Felice Romani. Encargada por el Teatro San Carlos de Nápoles, se estrenó el 28 de noviembre de 1813. 
Habiendo tenido gran éxito, en los años siguientes fue representada en numerosos teatros italianos y europeos, pero pronto desapareció de los teatros, eclipsada por la versión, más famosa, de Luigi Cherubini. Fue redescubierta en tiempos modernos en 1977, con Leyla Gencer protagonista en Nápoles. Actualmente se representa muy rara vez. En las estadísticas de Operabase aparece con sólo 3 representaciones en el período 2005-2010, siendo la primera y única de Mayr.

## Personajes
| Personaje | Tesitura | Reparto del estreno     |
| --------- | -------- | ----------------------- |
| Medea     | soprano  | Isabella Colbran        |
| Giasone   | tenor    | Andrea Nozzari          |
| Creonte   | bajo     | Michele Benedetti       |
| Creusa    | soprano  | Teresa Luigia Pontiggia |
| Ismene    | soprano  | Joaquína García         |
| Egeo      | tenor    | Manuel García           |
| Evandro   | tenor    | Gaetano Chizzola        |
| Tideo     | tenor    | Domenico Donzelli       |